# Rudolph Christoph Gittermann

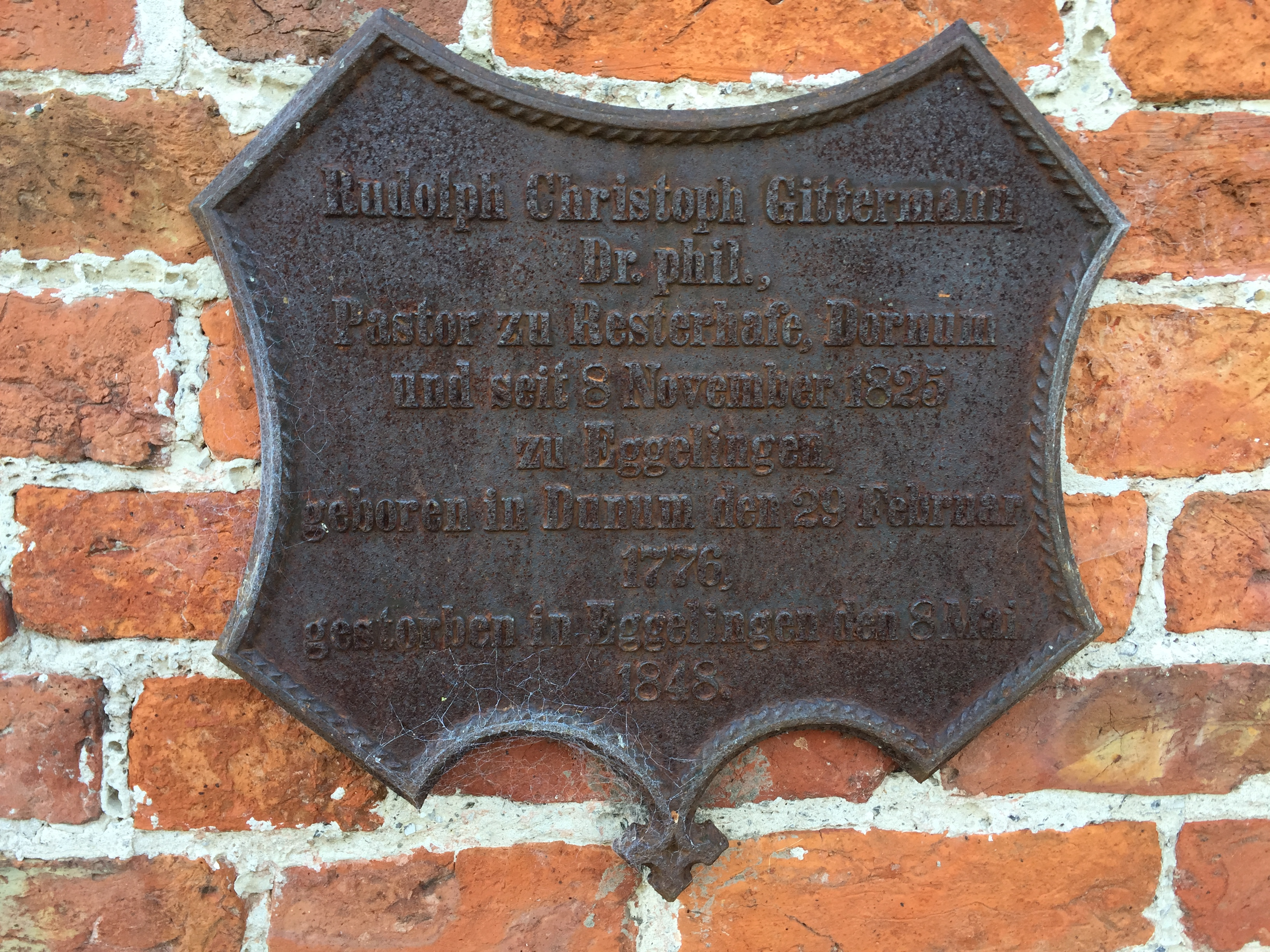
Gedenkplakette für Rudolph Christoph Gittermann an der Kirche von Eggelingen

Rudolph Christoph Gittermann (* 29. Februar 1776 in Dunum; † 8. Mai 1848 in Eggelingen) war evangelisch-lutherischer Prediger in Eggelingen und Doktor der Philosophie.

## Leben

### Herkunft und Familie
Rudolph Christoph Gittermann war der Sohn des Westeraccumer Predigers Johann Wilhelm Gittermann († 1834). 
Sein Bruder Johann Christian Hermann Gittermann (* 27. Juli 1768; † 29. Januar 1834) war 1790 Prediger in Resterhafe, 1794 in Neustadtgödens und ab 1807 in Emden.
Am 24. April 1807 heiratete er die Lüneburger Predigertochter Eleonore Charlotte Biermann. Das Paar hatte folgende Kinder:
- Johann Wilhelm (* 15. Februar 1813; † 7. Februar 1892) Prediger in Reepsholt ⚭ 15. September 1844 Philippine Henriette (Friederichs) Dammeyer (* 3. Mai 1816; † 20. April 1904)[3]
- Ida Marie (* 30. August 1814; † 1872) ⚭ 19. Mai 1834 Ammo Becker Euken (* 1792; † 12. September 1851) königlicher Postmeister in Wittmund (Eltern von Rudolf Eucken)
- Johann Carl (* 30. Oktober 1816; † 18. März 1892) Rektor in Esens

⚭ 1848 Friederika Margaretha van Nuys (* 30. Oktober 1816; † 19. Mai 1853)
⚭ 4. Oktober 1855 Wilhelmina Sophie Johanne Gramberg, (* 20. Dezember 1823; † ?)

### Werdegang
Seinen ersten Unterricht erhielt er in der Westeraccumer Volksschule. Daneben erhielt er durch seinen Vater auch Unterricht in den klassischen Sprachen. Ostern 1792 wechselte er zur Lateinschule in Norden. Der dortige Rektor Meyer unterrichtete ihn weiter und bereitete ihn auf das Studium vor.
Nach seinem Abschluss ging er Ostern 1795 zur Universität Halle, um dort Theologie zu studieren. Nach dem erfolgreichen Studium kehrte er im Herbst 1797 zurück. Ein Angebot für die Stelle eines Hofmeisters im Hause von Albert von Dessau lehnte er ab. Stattdessen legte er sein Examen vor dem ostfriesischen Konsistorium in Aurich ab und wurde Predigerkandidat.
Er lebte weitere bei seinen Eltern, korrespondierte mit aller Welt und veröffentlichte zahlreiche Artikel in verschiedenen Zeitschriften. Daneben arbeitete er an seiner Dissertation. Im Jahr 1801 reichte er die Dissertation mit dem Namen Der Mensch ist von Natur entweder sittlich gut oder sittlich böse bei der Universität Rinteln ein und erhielt die philosophische Doktorwürde (in absentia) verliehen. Seine Berufsaussichten verbesserten sich dadurch wenig, da die damals 64 Stellen in freier Wahl besetzt wurden und die ostfriesischen Bauern bei akademischen Doktoren eher misstrauisch waren.
Nach fünfjähriger Wartezeit holte ihn der Besitzer der Herrlichkeit Dornum – der Geheime Kriegsrat Hoffbauer aus Minden – als Prediger nach Resterhafe. In sein Amt wurde er am 27. März 1803 eingeführt. Resterhafe war ein stiller einsamer Ort, wo er nur selten in seinem Amt gefordert wurde und sich ganz den Wissenschaften widmen konnte. Schon 1804 wurde er von Professor Horn aus Göttingen (später Kaiserliche Universität Dorpat) in die dortige Sozietät für theologische Wissenschaften aufgenommen. Um 1807 gründete er selbst eine Schule, in dem Kinder zwischen 10 und 18 Jahren eine Ausbildung erhielten.
Die Stelle des Pfarrers von Resterhafe behielt er bis Herbst 1813. Danach wurde er von den französischen Besatzern als zweiter Prediger nach Dornum versetzt. Der erste Prediger wurde Ostern 1817 versetzt und Gittermann erhielt seine Stelle. Bis 1822 behielt er sogar beide Stellen. Als Folge veröffentlichte er zwischen 1814 und 1817 weniger. Dennoch war sein Einkommen immer noch zu gering, um für seine wachsende Familie besser sorgen zu können. So wandte er sich an den neuen Besitzer der Herrlichkeit Dornum – den Grafen Ernst Friedrich Herbert zu Münster – der bei der Regierung in Hannover um eine bessere Stelle nachsuchte. So erhielt er im Herbst 1825 die Pfarrstelle in Eggelingen.
Dieser Ort mit nur 500 Seelen war viel ruhiger und es blieb ihm wieder mehr Zeit für die Wissenschaft. 1827 baute er eine neue Wohnung mit großem Garten, 1830 konnte er die neue Turmglocke einweihen. Im Jahr 1837 und 1838 musste er sich mit dem Wiederaufbau der St.-Georg-Kirche beschäftigen, die bei einem Orkan am 29. November 1836 teilweise einstürzte. In seinem Garten pflanzte er zahlreiche Obst- und Waldbäume, um seiner Gemeinde ein Beispiel zu geben. Im Jahr 1846 beschaffte er noch eine neue Orgel für die St.-Georg-Kirche. 1848 starb er an Sumpffieber, das er sich bereits 1826 zugezogen hatte.

## Werke
Er hat zahlreiche wissenschaftliche und unterhaltsame Werke geschrieben, darunter:
- Romantische Darstellungen, Norden 1802
- Die Schöne Blondine und ihre Freier, Leipzig 1803
- Die Gleichnisse Jesu oder moralische Erzählungen aus der Bibel, 2 Bände Norden 1803 (Übersetzungen in holländische 1805/06)
- Die Geschichte Josefs, ein Lesebuch für Kinder, Aurich 1805
- Der glaubensvolle Ausblick zu Gott in bedrängter Zeit, Predigt vor den Drosten von Knesebeck zu Böhme im Lüneburgschen, 1807
- Geographie des französischen Kaiserreich, 1810
- Heilige Reden für Geist und Herz, Emden 1816
- Erstes Religionsbüchlein für kleine Kinder, zum Gebrauch für Schulen und die Aeltern, die ihre Kinder selbst unterrichten, Leer 1816
- Kurze Erdbeschreibung von Deutschland, Bremen, 1817
- Kurzer Inbegriff der christlichen Religionslehre, Aurich 1818
- Drei evangelische Worte von Inhalt schwer, Emden 1821
- Kleine Geschichte von Ostfriesland, für die Schule und das Haus, Emden 1823 (2. Aufl. 1826) Digitalisat
- Die häusliche Andacht, Jever 1829
- Erste Predigt nach dem Einsturz der Kirche von Eggelingen, Emden 1837
- Die Einweihung der wiedererrichteten Kirche von Eggelingen (9. Dezember 1838), Emden 1839
- Geographie für Ostfriesland für die Schule und Freunde der Vaterlandskunde, Emden 1842
- Der Kleine Ostfriese, Leer 1845

Dazu kommen zahlreiche Artikel in den Zeitschriften seiner Zeit, so auch für die Enzyklopädie von Ersch und Gruber.